# Леандре Тавамба
Леандре Тавамба (фр. Léandre Tawamba, нар. 20 грудня 1989, Яунде) — камерунський футболіст, нападник саудівського клубу «Ат-Таавун» і збірної Камеруну.

## Клубна кар'єра
Народився 20 грудня 1989 року в місті Яунде. Вихованець юнацьких команд футбольних клубів Eding FC та Jeunesse star.
У дорослому футболі дебютував 2009 року виступами за команду клубу «Юніон Дуала», після чого грав за «Егль Рояль Менуа». З 2011 року грав у ПАР за клуби «Кейптаун» та «Мпумаланга Блек Ейсез».
У лютому 2013 року він переїхав до Європи та підписав контракт зі словацьким клубом «Нітра». Дебютував у «Нітрі» проти «Спартака» (Трнава) 2 березня 2013 року і зіграв до кінця сезону 14 ігор, забивши 3 голи.
Влітку 2013 року перейшов до іншого словацького клубу «Ружомберок», за який дебютував 14 липня 2013 року проти «Жіліни» (2:2), відзначившись голом. У «Ружомбероку» він провів один сезон, забивши 13 голів в 31 матчі і став найкращим бомбардиром команди цього сезону.
У липні 2014 року Тавамба переїхав до «Аль-Аглі» (Бенгазі). Через рік в Лівії Тавамба повернувся до Словаччини у «ВіОн». У лізі він забив 11 голів у 19 матчах, а в кубку за 3 гри забив 2 голи. Його також оголосили гравцем місяця в жовтні.
1 квітня 2016 року Тавамба підписав угоду з «Кайратом». Дебютував у казахстанській Прем'єр-лізі 3 квітня 2016 року проти «Акжаїка» (1:2). 5 травня він забив свій перший гол за «Кайрат» у матчі проти «Жетису» (2:0). Всього за клуб у чемпіонаті камерунець зіграв 23 матчі і забив 4 голи. 28 жовтня 2016 року Тавамба розірвав контракт з «Кайратом» за взаємною згодою.
26 листопада 2016 року Тавмаба перейшов як вільний агент у сербський «Партизан». 19 лютого 2017 року Тавмаба дебютував за «Партизан» проти «Рада». 8 березня він забив свій перший гол за «Партизан» проти « Металаца» (3:0). 18 квітня Тавбаба став одним з ключових гравців 154-го вічного дербі проти «Црвени Звезди» (3:1), забивши другий гол у матчі. Загалом же в першому сезоні камерунець допоміг клубу виграти «золотий дубль» .
22 липня, в першій грі ліги в сезоні 2017/18 Тавамба забив 2 голи і віддав одну результативну передачу у матчі з «Мачвою» (6:1). Три дні по тому він забив гол у ворота «Олімпіакоса» в третьому відбірковому раунді Ліги чемпіонів. 24 серпня Тавамба забив перший гол в матчі-відповіді проти угорського «Відеотона» і допоміг команді виграти 4:0 та пробитись в груповий етап Ліги Європи. Там у домашньому матчі проти київського «Динамо» Леандре знову забив гол, проте його команда поступилась 2:3.
У липні 2018 року перейшов у саудівський клуб «Ат-Таавун». Сума контракту склала €1,4 млн. У сезоні 2018-19 став найкращим бомбардиром команди, забивши 27 голів у всіх змаганнях.
| Дата       | Місто      | Господарі | Результат  | Гості        | Турнір            | Голи | Примітки |
| ---------- | ---------- | --------- | ---------- | ------------ | ----------------- | ---- | -------- |
| 25-3-2018  | Ель-Кувейт | Кувейт    | 1 – 3      | Камерун      | товариський матч  | -    | 81'      |
| 27-5-2018  | Бове       | Камерун   | 0 – 1      | Буркіна-Фасо | товариський матч  | -    |          |
| 13-11-2021 | Совето     | Малаві    | 0 – 4      | Камерун      | Відбір до ЧС 2022 | -    | 74'      |
| 16-11-2021 | Яунде      | Камерун   | 1 – 0      | Кот-д'Івуар  | Відбір до ЧС 2022 | -    | 72'      |
| 25-3-2022  | Дуала      | Камерун   | 0 – 1      | Алжир        | Відбір до ЧС 2022 | -    | 46'      |
| 29-3-2022  | Бліда      | Алжир     | 1 – 2 д.ч. | Камерун      | Відбір до ЧС 2022 | -    | 111'     |
| Усього     |            | Матчів    | 6          |              | Голів             | 0    |          |

## Титули і досягнення
- Чемпіон Сербії (1):

«Партизан»: 2016/17
- Володар Кубка Сербії (2):

«Партизан»: 2016/17, 2017/18
- Володар Королівського кубка Саудівської Аравії (1):

«Ат-Таавун»: 2018-19
Збірні
- Бронзовий призер Всеафриканських ігор: 2011